# Массовое убийство в школе Ред-Лейка
Массовое убийство в школе Ред-Лейка — два события, произошедшие в резервации Ред-Лейк, штат Миннесота, США, 21 марта 2005 года. Ученик школы Джеффри Уиз застрелил 9 человек и покончил с собой.

## Хроника событий
Утром около 12:00 шестнадцатилетний подросток Джеффри Уиз (англ. Jeffrey Weise) застрелил своего деда Дэрила Лусье (англ. Daryl Lussier Sr.) из его же табельного оружия, выстрелив 12 раз: дважды в голову и десять раз в грудь. Затем, около 12:30, вооружившись табельным оружием деда — пистолетом Glock и помповым ружьем «Ремингтон» 12 калибра, — он ворвался в дом подруги Лусье, Мишель Сиганы (англ. Michelle Sigana) и застрелил её двумя выстрелами в голову, когда та открыла дверь. После этого он вернулся в дом деда, где забрал несколько десятков патронов к оружию, переоделся и в 13:20 на полицейской машине своего деда отправился к своей школе.
В 14:40 он припарковал машину и пошел к главному входу в школу, где в 14:49 из пистолета расстрелял невооруженных охранников — Дерека Бруна (англ. Derrick Brun) и его коллегу. Брун погиб на месте от пяти огнестрельных ранений, второй охранник не получил ранений, ему удалось запереться в комнате охранников и вызвать полицию. Тем временем Уиз вошел в кабинет английского языка, где из дробовика и пистолета убил учителя и трёх учеников, ранив ещё троих. Один из учеников попытался обезвредить нападавшего и нанес ему удар карандашом в ладонь, когда тот перезаряжал своё оружие, но был ранен в шею и челюсть и потерял сознание. Благодаря его усилиям оставшиеся студенты успели покинуть класс. Примерно в 14:51 Уиз покинул комнату и открыл стрельбу по убегающим ученикам. При этом, по словам свидетелей, он улыбался. Одного из студентов он спросил, верит ли тот в Бога, намекая на стрельбу в Колумбайне. В 14:52 Уиз вернулся к главному входу, где убил двух студентов и ранил ещё двоих. В 14:54 завязалась перестрелка с прибывшей полицией. Через некоторое время Джеффри получил ранение в живот и руку. Поднявшись на второй этаж школы, нападавший заперся в одном из опустевших классов, в 14:58 он застрелился, выстрелив из дробовика себе в голову.

## Последствия
Вся атака на школу заняла 9 минут. Джеффри пользовался помповым ружьем 12 калибра, взятым в доме деда, и пистолетом Glock, похищенным у него же годом ранее. С собой у него было 4 двенадцатизарядных магазина к пистолету и еще около 40 патронов к дробовику. Он успел произвести 57 выстрелов в здании школы. Погибли 10 человек, включая нападавшего. Еще пятеро получили ранения, двое из них тяжелые. Бойня вошла в пятёрку самых кровопролитных в истории США.

## Мотивы
После произошедшего полиция стала старательно искать причины, по которым шестнадцатилетний подросток совершил страшный акт подросткового терроризма. Известно, что в школе Джеффри был изгоем и над ним часто издевались одноклассники из-за его внешнего вида. Так как Уиз часто носил черную одежду, он имел кличку «мальчик-гот». Однако учителя также заявляют, что Уиз часто сам дрался с другими учениками и издевался над младшими. В октябре 2004 года он был исключён из школы и переведён на домашнее обучение за угрозы расстрела в школе 20 марта 2005 года.
Убийство деда стрелявшего и его подруги, согласно заключению правоохранительных органов, могло быть местью за то, что в своё время Дэрил Лусье ушёл от своей жены к Мишель Сигане.
За несколько месяцев до нападения Джеффри переписывался по электронной почте с Луи Журденом (англ. Louis Jourdain), своим двоюродным братом, сыном тогдашнего главы резеравации и одним из немногочисленных друзей Джеффри. В переписке Джеффри и Луи обсуждали грядущее нападение на школу, но в итоге Джеффри пошёл один. В день нападения Луи знал о намерениях Уиза, и говорил об этом ещё до того, как узнал о произошедшем по новостям. Через несколько дней Луи Журден был задержан, ему предъявили обвинение в соучастии, но впоследствии обвинение было снято. Сам же Луи, однако, признался в распространении угроз в интернете.